# Michel Bastos
Michel Fernandes Bastos (født 2. august 1983 i Pelotas, Brasilien) er en brasiliansk fodboldspiller, der primært spiller som kant i Palmeiras i sit hjemland.. Tidligere har han optrådt for hollandske klubber som Feyenoord og Excelsior, brasilianske Atlético Paranaense, Grêmio, Figueirense, italienske AS Roma,  franske Lille OSC og Lyon, og en sæson i tysk fodbold hos FC Schalke 04 på et lejebasis.

## Landshold
Bastos står (pr. marts 2018) noteret for 10 kampe og én scoring for Brasiliens landshold, som han debuterede for i 2009. Han blev efterfølgende udtaget til sit lands trup til VM i 2010 i Sydafrika.